# Хидзики
Хидзики (яп. ヒジキ, 鹿尾菜・羊栖菜, Sargassum fusiforme) — съедобные бурые водоросли, растущие на скалистых берегах Японии, Кореи, Китая.

## Название
В Корее водоросли называют тхот 톳 и едят как закуску (намуль) или готовят с рисом.

## Практическое использование
Хидзики на протяжении веков были частью японской диеты. Эти водоросли богаты пищевыми волокнами и минералами, такими как кальций, железо и магний. Согласно японскому фольклору, хидзики дают здоровье и красоту, и их нужно употреблять, чтобы получить густые, чёрные, блестящие волосы — символ женской красоты в Японии.
Исследования, проведённые в XXI веке, показали, что хидзики содержит потенциально токсичные количества неорганического мышьяка, и несколько агентств по безопасности пищевых продуктов нескольких стран, включая Канаду, Великобританию и США, но не Японию, выпустили рекомендации не употреблять хидзики в пищу.
В 1867 году слово «хидзики» впервые появилось в англоязычной публикации: «Японский и английский словарь» Джеймса К. Хэпбёрна[значимость факта?].
С 1960-х годов слово «хидзики» стало широко использоваться в США, импортированные в высушенном виде из Японии водоросли стали широко доступны в магазинах «органических» продуктов питания и азиатско-американских магазинах из-за влияния макробиотического движения, а в 1970-х годах — с ростом числа японских ресторанов.

## Приготовление
Цвет хидзики бывает от зелёного до коричневого. Эти водоросли заготавливают серпами во время отлива весной. После сбора морские водоросли кипятят и сушат, после чего продают. Высушенные обработанные хидзики становятся чёрными. Для приготовления эти водоросли сначала замачивают в воде, а затем варят с такими ингредиентами, как соевый соус и сахар.
В Японии хидзики обычно едят с другими продуктами, такими как овощи и рыба. Их можно добавлять к блюдам, приготовленным на пару́, варёным, маринованным в соевом или рыбном соусе, приготовленным на масле, или добавлять в супы, к картофелю фри или в овощные пироги. Водоросли хидзики можно смешивать с рисом для суши, но их не используют как нори.

## Состав
Хидзики содержат пищевые волокна и такие минералы, как железо, кальций и магний. Пищевые волокна полезны для кишечника, а железо помогает предотвратить анемию. Соотношение кальция к магнию в хидзики составляет 2 к 1.

Галерея
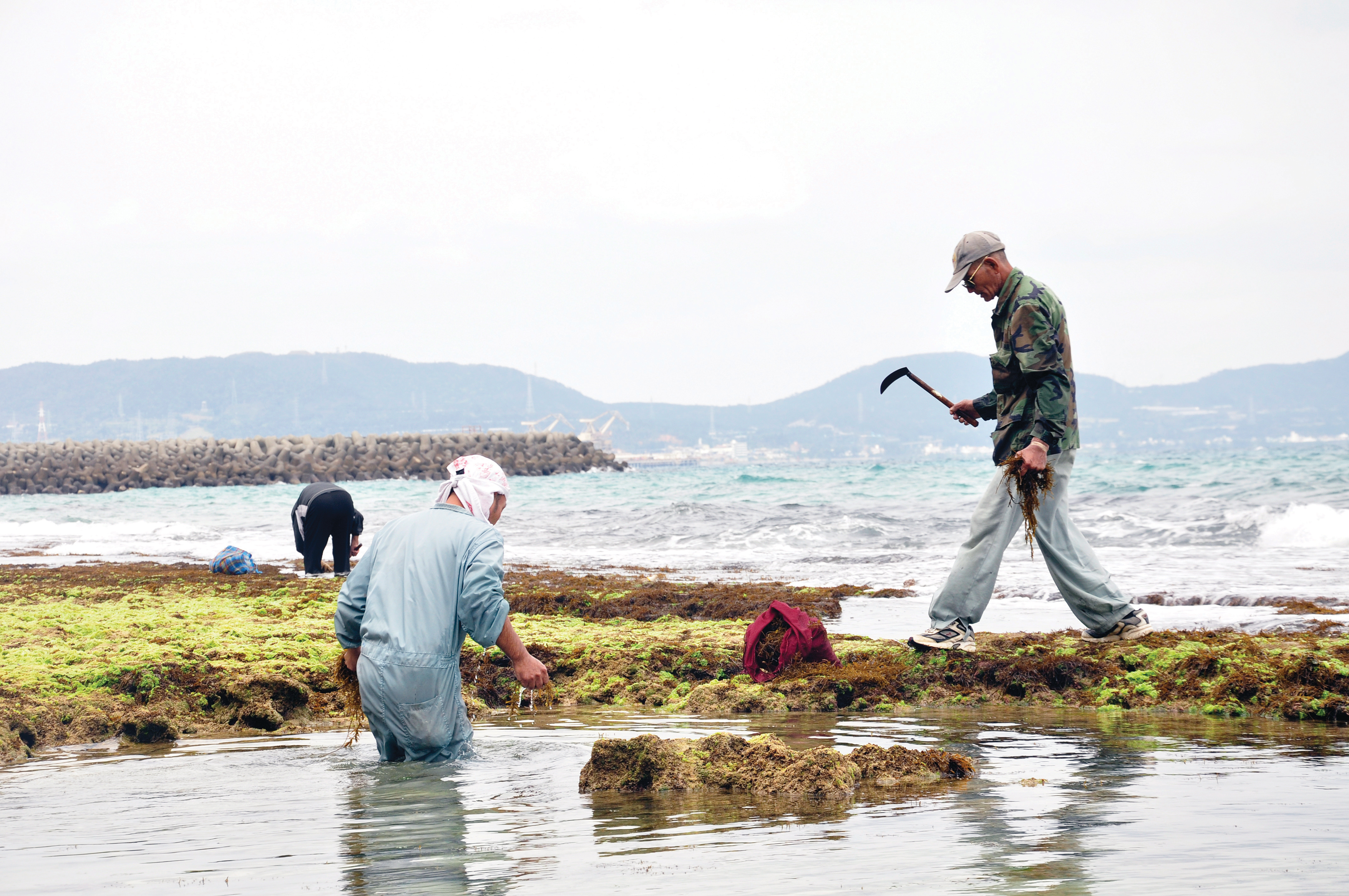
Сбор хидзики
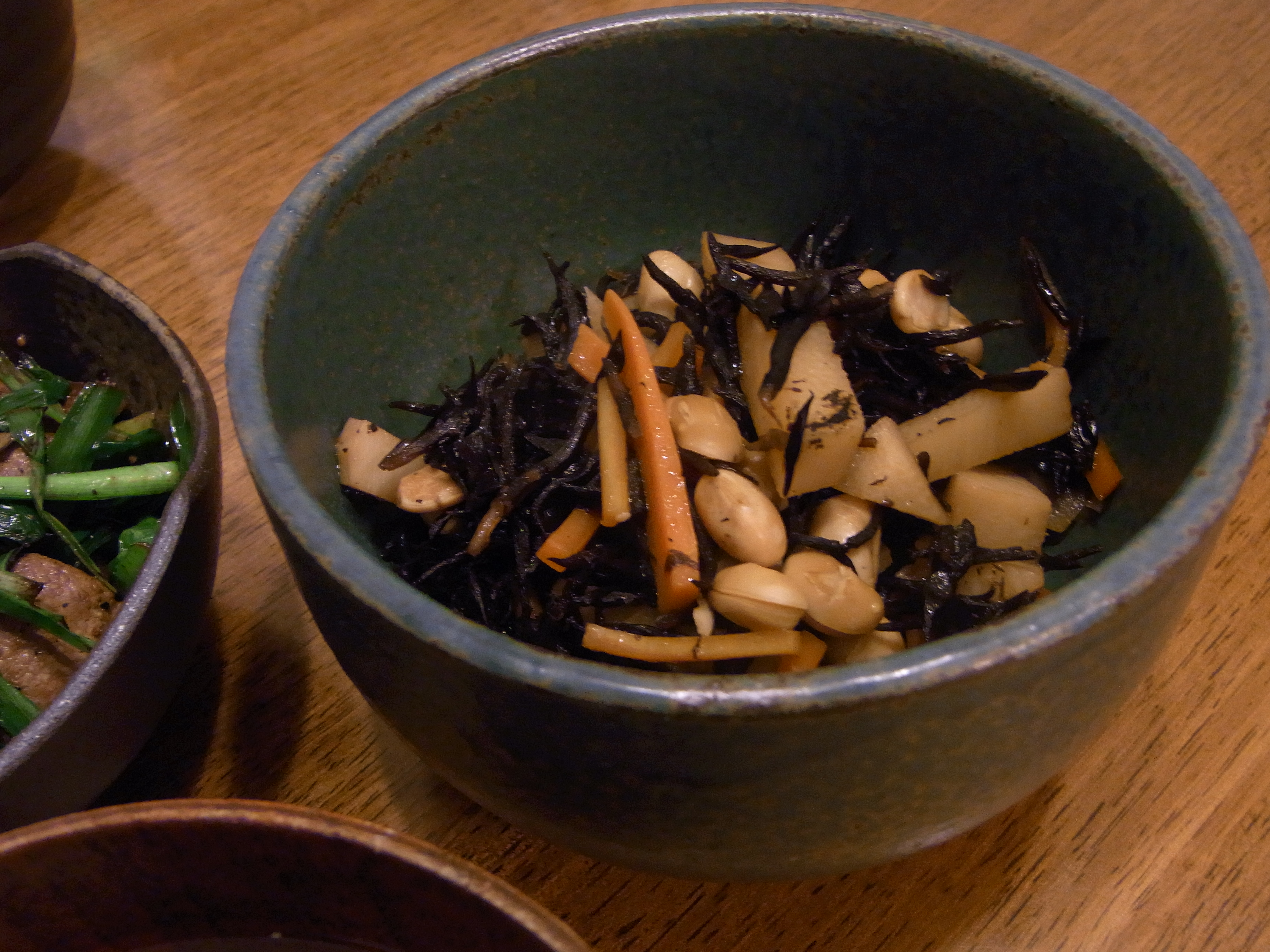
Японские тушеные хидзики с фасолью
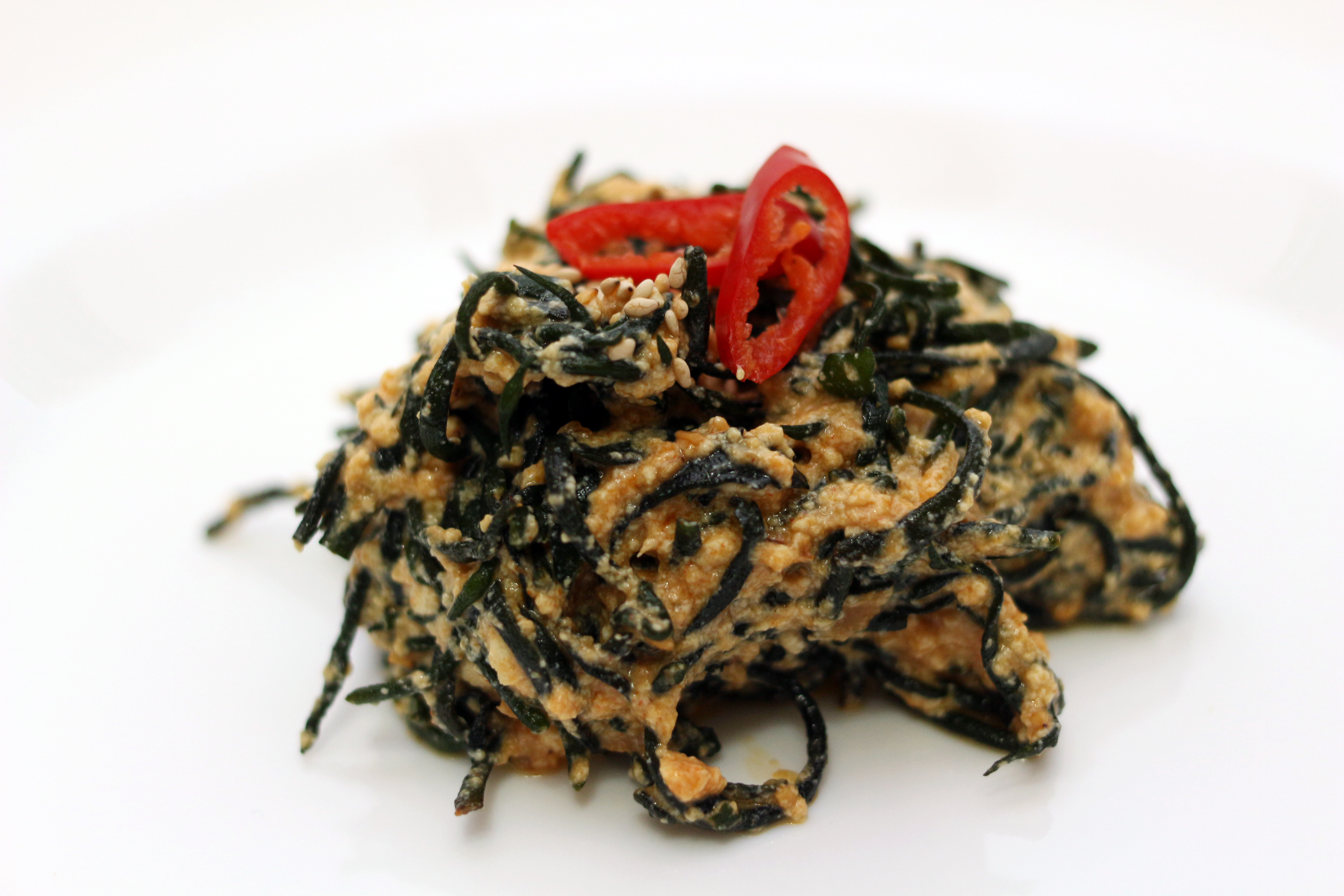
Корейский тхот
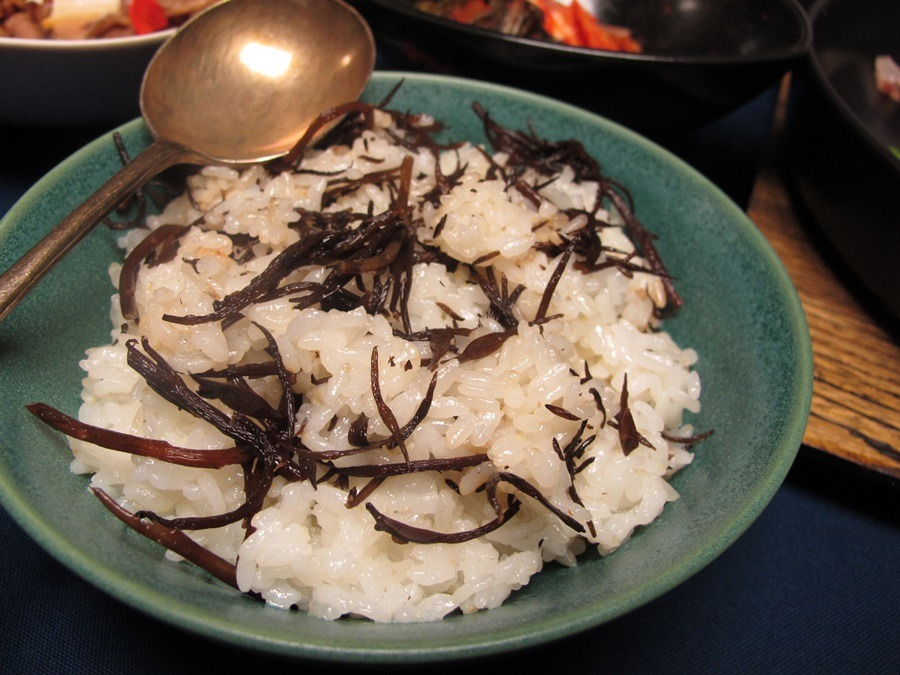
Корейский тхот с рисом
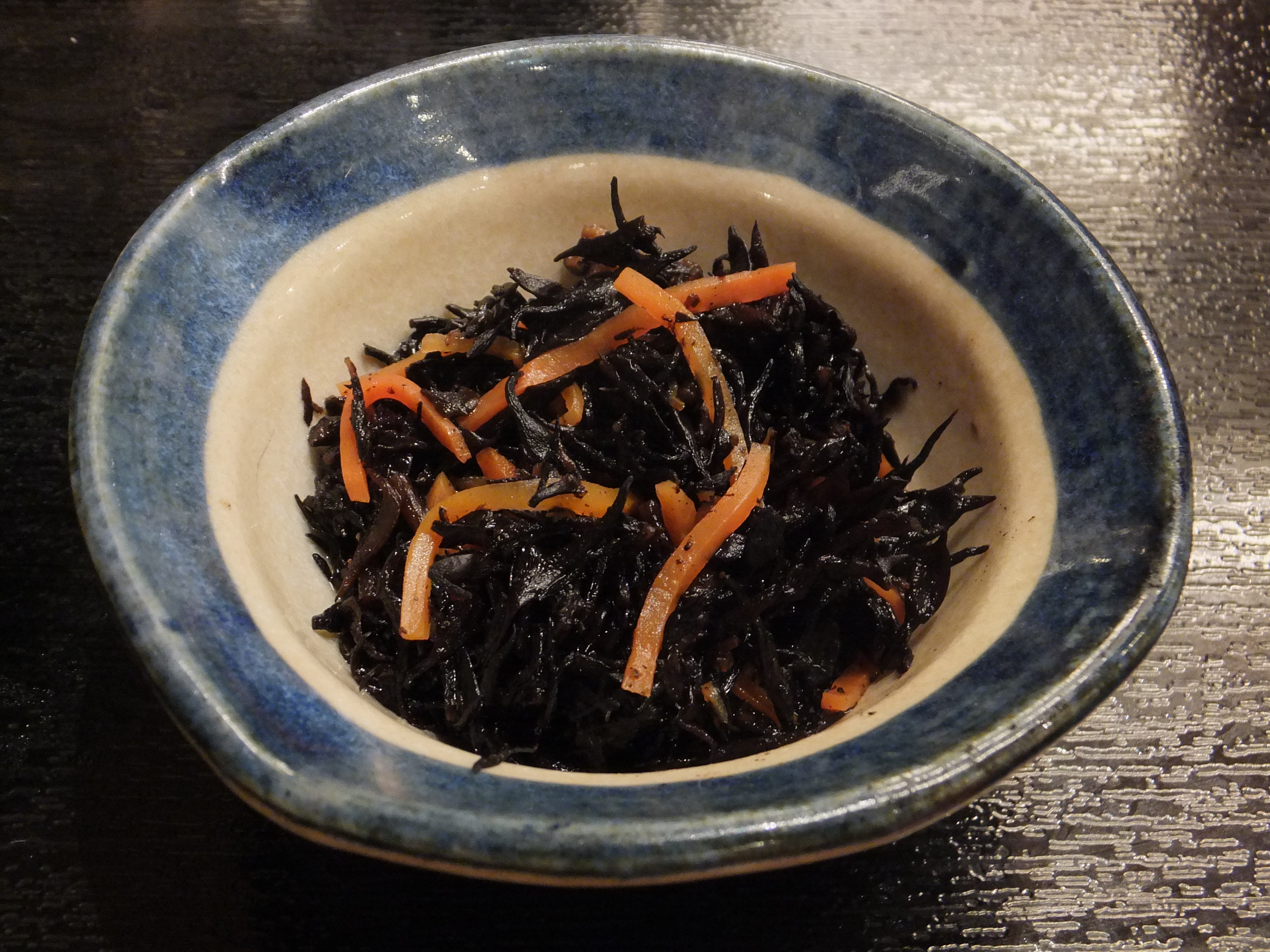
Закуска из хидзики
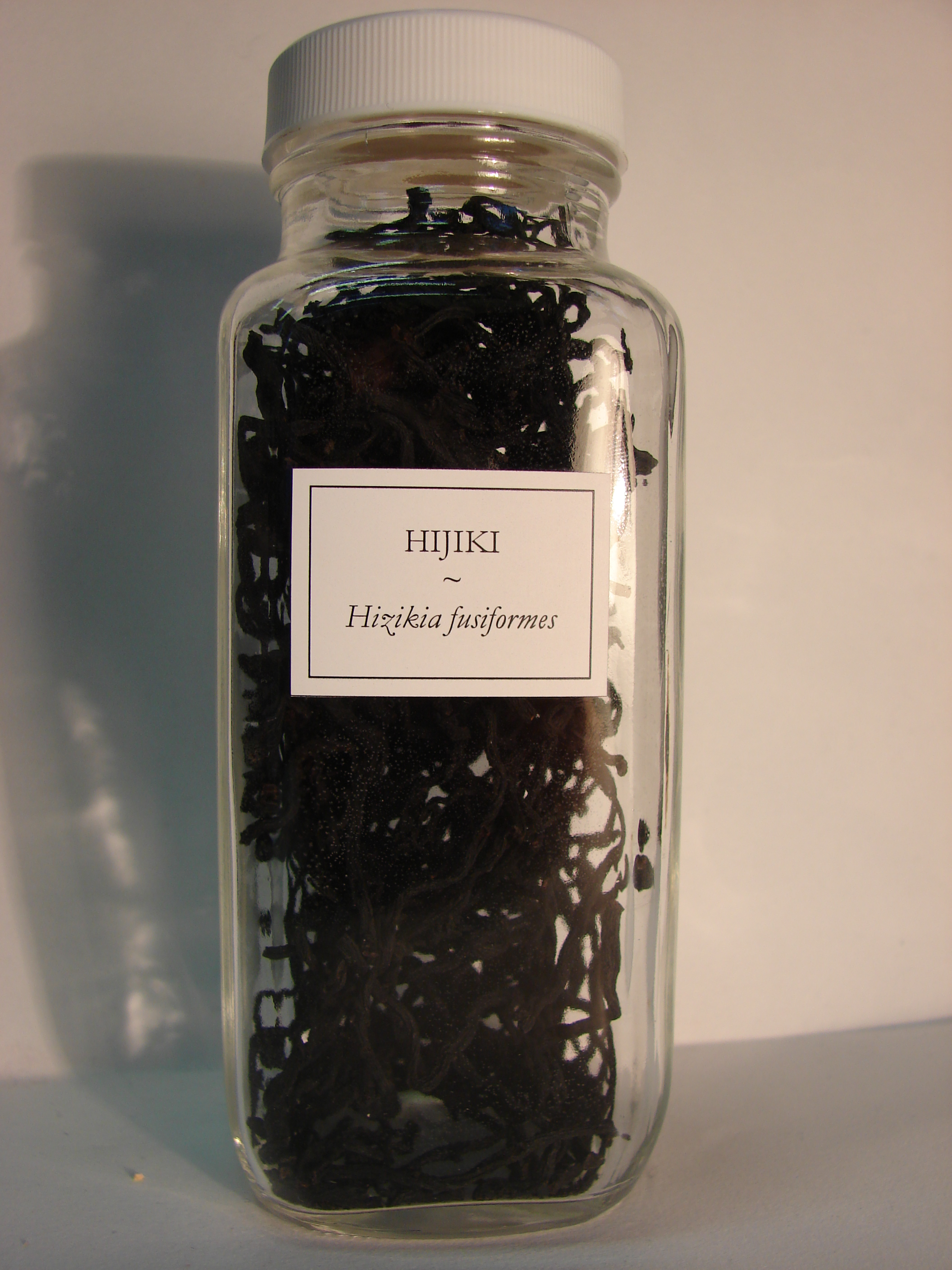
Сушеные водоросли